# Eznik Kogbac’i
Eznik Kogbac’i (Eznik z Kolbu; kolem 380 – kolem 450) byl arménský křesťanský teolog a filozof 5. století.

## Život
Eznik se narodil v Kogbu (dnešní Tuzluca v Turecku), který se nachází v přítokovém údolí řeky Čoroch na severu Velké Arménie. Byl žákem katolika Sahaka (Izáka) Velikého a Mesropa Maštoce. Na jejich žádost odjel nejprve do Edessy a poté do Konstantinopole, aby se zdokonalil v různých vědách a sbíral nebo opisoval syrské a řecké rukopisy bible a spisy církevních otců. Po prvním koncilu v Efezu (431) se vrátil do Arménie.
Eznik Kogbac’i je pravděpodobně je totožný s Eznikem, biskupem regionu Bagrevand, který se zúčastnil synody v Artašatu roku 449.

## Dílo
Kromě práce na nové verzi bible a různých překladech Eznik napsal několik dalších prací, z nichž hlavní je jeho pozoruhodné apologetické pojednání Proti sektám neboli O Bohu. Bylo napsáno mezi lety 441 a 449 a obsahuje čtyři části:
- V první části, proti pohanům, Eznik vyvrací, že hmota je věčná, a polemizuje proti podstatné existenci zla.
- Ve druhé vyvrací hlavní doktríny zoroastrismu (zejména zurvanismus).
- Třetí je namířena proti některým aspektům víry řeckých filozofů (pythagorejců, platoniků, peripatetiků, stoiků a epikurejců). Toto je jediná část, ve které Eznik přebírá své argumenty víc z bible než z rozumu.
- Čtvrtá kniha je výkladem a vyvrácením markionismu jako dualistické hereze.

Základním tématem práce je význam svobodné vůle v křesťanské teologii. Eznik projevuje velkou bystrost a rozsáhlou erudici. Byl evidentně dobře obeznámen jak s perským jazykem (střední perštinou) jako s řeckou literaturou. Styl jeho arménštiny je vynikající a klasický, i když povaha jeho námětu ho nutila používat velké množství řeckých slov. Kniha také obsahuje mnoho zajímavých příloh, jako je Eznikovo vyvrácení astrologie nebo odbočka k tématu chování zvířat a psychologie.
Původní rukopis díla Proti sektám je ztracen. Práce přežila díky jedinému středověkému opisu vytvořenému na univerzitě v Gladzoru. Tento rukopis je v současné době v Matenadaranu. Exemplář prvního vydání knihy Proti sektám ve Smyrně (nyní Izmir) z roku 1762 je ve sbírce Britské knihovny. Mechitaristé v Benátkách vydali aktualizované vydání v roce 1826 a znovu v roce 1865.
Francouzský překlad (s názvem Réfutation des différentes sectes) od LeVaillanta de Florivala vyšel v roce 1853. Německý překlad (s názvem Eznik von Kolb, Wider die Sekten) od J. M. Schmida vyšel v roce 1900. Úplný anglický překlad (s názvem On God) od Monicy Blanchardové a Robina Darlinga Younga vyšel v roce 1998. Zkrácené převyprávění díla v angličtině (s názvem Refutation of the Sects) od Thomase Samueliana bylo publikováno v roce 1986 a je k dispozici online.